# Musée Terramar de Kralendijk
Le Musée Terramar est un musée situé à Kralendijk à Bonaire.

## Historique
Le musée historique et archéologique de Terramar se situe dans un bâtiment entièrement rénové qui propose une exposition spectaculaire à travers 7 000 ans d'histoire des Caraïbes et de Bonaire.